# Charles Lemanceau
Charles Lemanceau, né le 6 décembre 1905 dans le 14e arrondissement de Paris et mort le 3 décembre 1980 à Trébeurden,, est un sculpteur et céramiste français connu notamment pour son bestiaire en grès, en porcelaine et en faïence craquelée art déco.

## Biographie
Né à Paris, Charles Lemanceau y fait ses études. Il est diplômé de l'école des arts appliqués et de l'École nationale supérieure des arts décoratifs en 1923 après avoir été reçu à l'école Estienne et à l'école Boulle. Dès 1923, dans le sillage du mouvement L'Art pour tous lancé par Victor Prouvé, il travaille pour les ateliers d'art du Printemps Primavera — notamment avec le sculpteur Chassaing — et à travers ses créations pour la faïencerie de Saint-Clément ainsi que pour la faïencerie de Sainte-Radegonde ou encore pour les établissements Louis Lourioux,.
En 1925, il expose au Salon d'automne en compagnie de Robert Mallet-Stevens, Le Corbusier, Henri Matisse... Pendant son service militaire il sculpte le buste d'Ambroise Paré pour le Val de Grâce. Il ouvre ensuite un atelier à Paris en 1928 : il y réalisera le monument funéraire de Louis Lourioux. En 1929, il remporte le concours ROBJ avec un Nu décoratif en grandeur nature. Il sculpte aussi en 1930 une gazelle pour La Maîtrise, atelier d'art des Galeries Lafayette, des biches en 1929, des lévriers pour Pomone, l'atelier d'art du Bon Marché, et un chat pour Manufrance en 1931. Il est en effet spécialement reconnu pour son bestiaire en émail craquelé et est réputé pour la stylisation de formes animales.
En 1933, il rejoint La Ruche et y restera jusqu'à sa retraite en 1967.
Il enseigne à partir de 1943 aux ateliers-école de la Chambre de commerce et d'industrie de région Paris - Île-de-France, actuellement dénommés « ateliers Grégoire », sous la direction d'Aristide Lomont. Grâce à sa notoriété, il bénéficiera de commandes publiques dont le tympan d'une église à Vitré en 1943 ou le monument aux morts de Lanvollon en 1947.

### Distinctions
- 1963 : Médaille de vermeil de la Société académique Arts-Sciences-Lettres, Paris

## Galeries d'œuvres

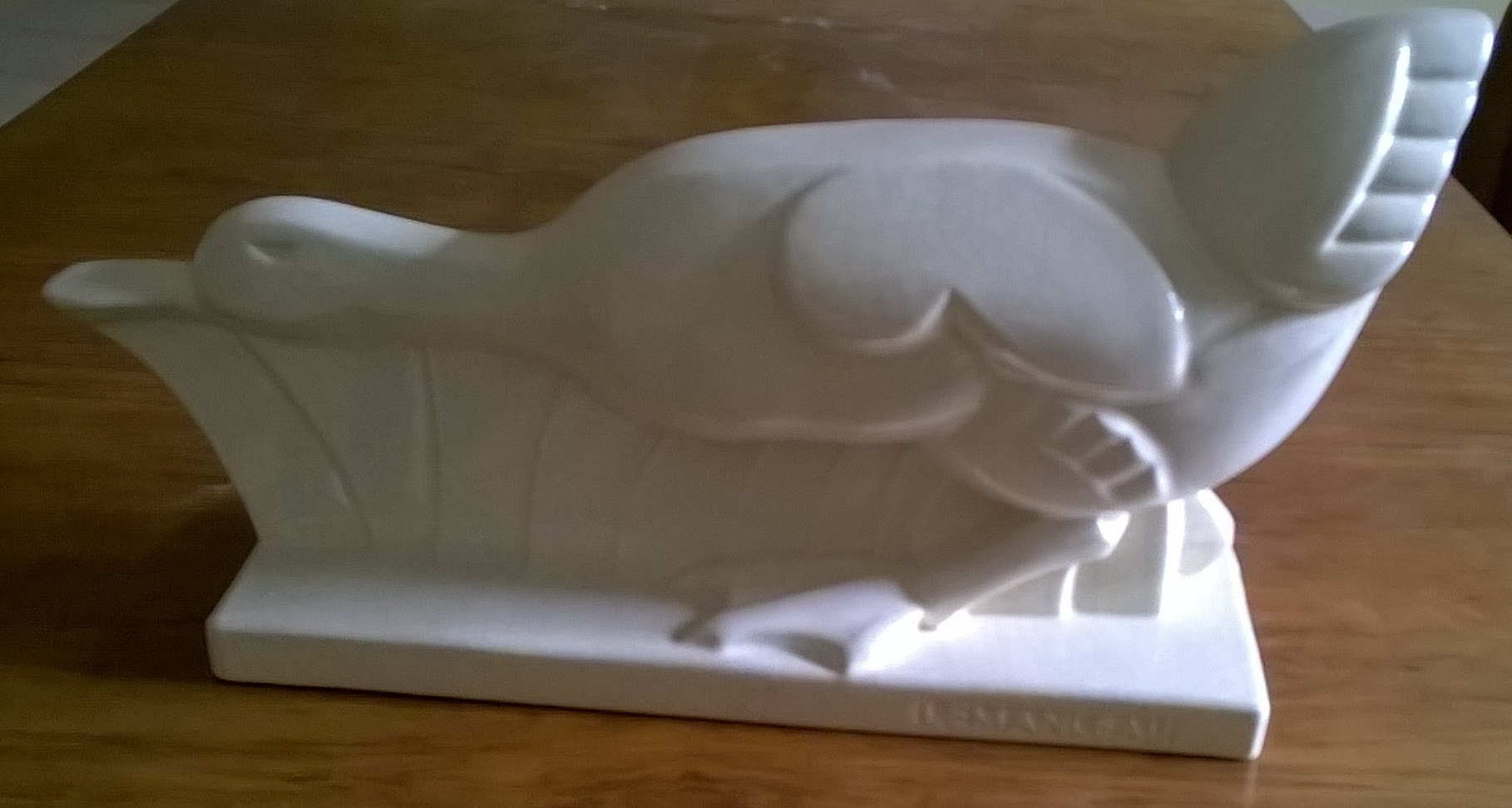
Oie art déco - Charles Lemanceau pour la faïencerie de Lunéville-Saint-Clément.
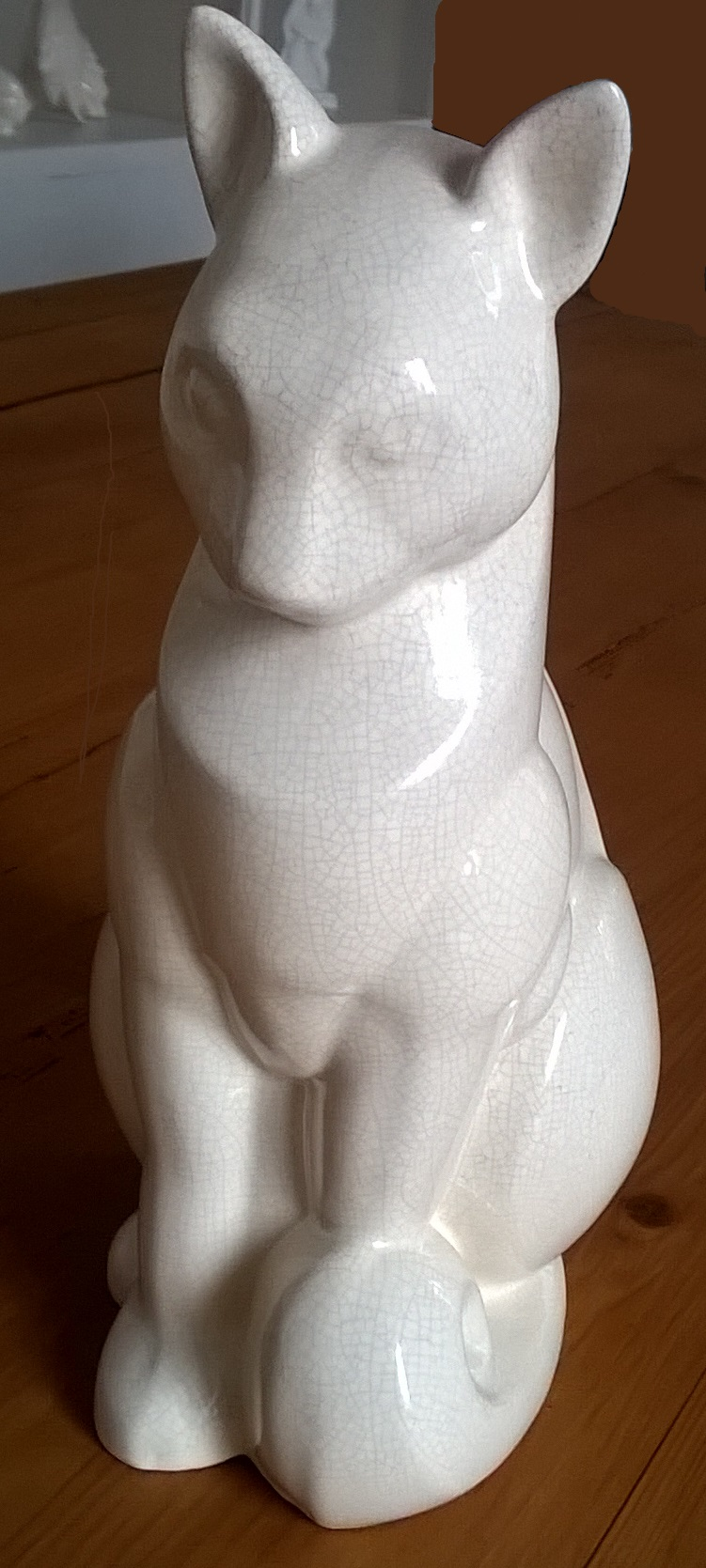
Chat en faïence craquelée réalisé pour Manufrance en 1930 à la faïencerie de Lunéville-Saint Clément.
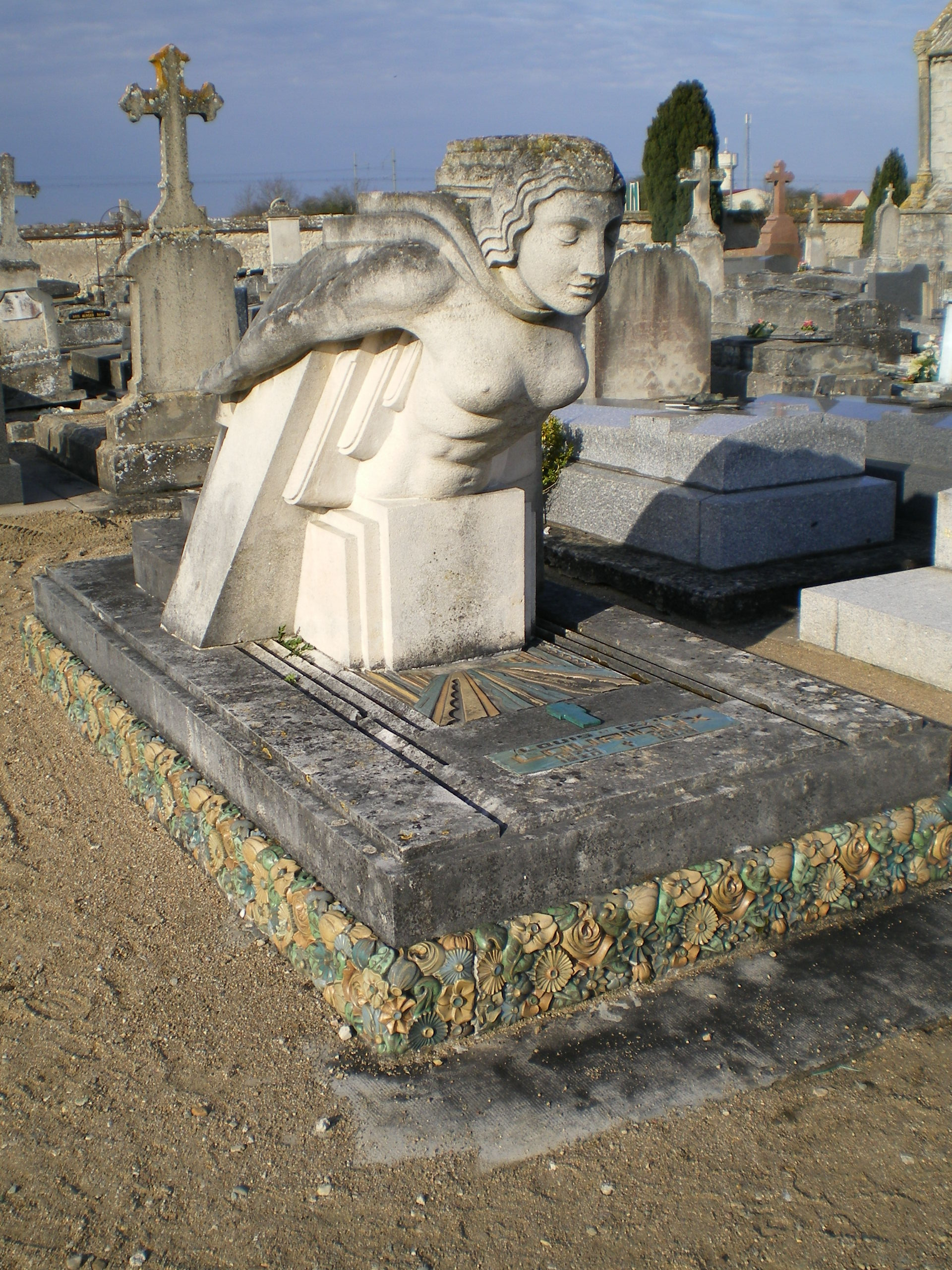
Tombe de Louis Lourioux au cimetière de Foëcy, sculptée par Charles Lemanceau.